# Exerzierhalle (Golspie)

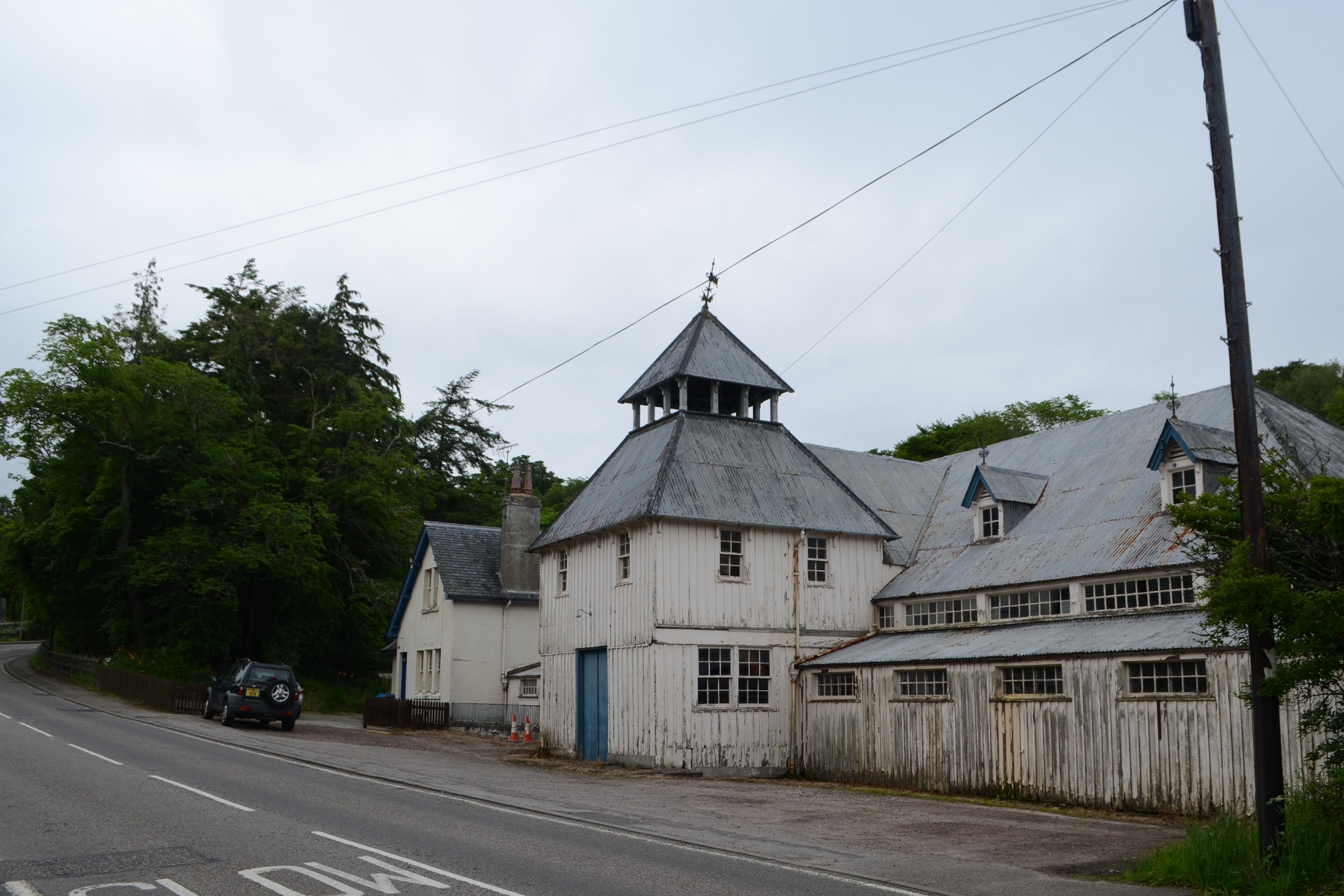
Exerzierhalle von Golspie

Die Exerzierhalle von Golspie ist ein ehemaliges militärisches Gebäude in der schottischen Ortschaft Golspie. Das Bauwerk wurde 1991 in die schottischen Denkmallisten zunächst in der Kategorie B aufgenommen. Die Hochstufung in die höchste Denkmalkategorie A erfolgte 2016.

## Geschichte
Zu Beginn der 1850er Jahre wuchs im Vereinigten Königreich die Sorge um die defensive Wehrhaftigkeit des Staates. In Anbetracht des klammen Wehrhaushaltes erwog die Regierung die Einrichtung lokaler Bürgerkorps, welche der regionale Adel finanzieren sollte. 1863 erhielt die Organisation von Bürgerkorps einen gesetzlichen Rahmen. Mit Unterstützung des Earl of Sutherland formierten sich 1859 die Sutherlandshire Rifle Volunteers. Fünf Jahre später wurde sein Sohn, George Sutherland-Leveson-Gower, 3. Duke of Sutherland, Oberstleutnant des ersten Bataillon. Ab Mitte der 1860er Jahre nutzte das Korps eine Halle in Golspie zu Ausbildungs- und Übungszwecken, die für Warenschauen errichtet worden war.
Die heutige Exerzierhalle wurde 1892 zu diesem Zwecke errichtet. Da der 3. Duke of Sutherland bereits betagt war und noch im selben Jahr verstarb, ist unklar, ob er oder sein Sohn und Titelerbe Cromartie Sutherland-Leveson-Gower treibende Kraft hinter der Planung war. Der Baumeister der Sutherlands, Laurie Bisset, von dem nur wenige Bauwerke erhalten sind, plante das Gebäude. Es wurde am 2. September desselben Jahres eröffnet. Mit den Reformen des Kriegsministers Richard Haldane und der daraus resultierenden organisatorischen Umstrukturierung der Bürgerkorps zu Territorialheeren war die Errichtung von Exerzierhallen bis zum Ersten Weltkrieg weitgehend zum Erliegen gekommen. Von den ehemals rund 340 Exerzierhallen in Schottland ging Schätzungen zufolge zwischenzeitlich etwa die Hälfte verloren.
Der Innenraum der Exerzierhalle entsprach bei einer Begehung im Jahre 2015 noch weitgehend dem Ursprungszustand. Im Jahre 1910 war links ein Haus ergänzt worden. Seit ungefähr 1980 steht das Gebäude ungenutzt. 1994 wurde es in das Register gefährdeter denkmalgeschützter Gebäude in Schottland aufgenommen. Im selben Jahr war bereits ein Abrissersuchen zur Einrichtung eines Parkplatzes abgeschmettert worden. Im Rahmen einer Begehung im Jahre 2018 wurde der Zustand der Exerzierhalle als schlecht bei gleichzeitig moderatem Risiko zur Verschlechterung eingestuft.

## Beschreibung
Die Exerzierhalle von Golspie steht am Nordwestrand von Golspie abseits der A9 rund einen Kilometer westlich von Dunrobin Castle, dem Stammsitz der Earls of Sutherland. Das eingeschossige Gebäude wurde aus vertikal gefügten Holzbrettern erbaut. Mit seinem Kreuzgiebel mit abschließendem zweigeschossigen Turm weist es einen T-förmigen Grundriss auf. Seine nordwestexponierte Hauptfassade ist neun Achsen weit. Der unterhalb der Fensterelemente heraustretende Vorbau mit Pultdach wurde später ergänzt. Ursprünglich befand sich dort eine offene Veranda, wie sie heute noch entlang der Gebäuderückseite erhalten ist. Sämtliche Dächer sind mit Wellblech eingedeckt. Das zweigeschossige Steingebäude an der Rückseite bestand möglicherweise bereits 1852. Sein Erdgeschoss wurde als Zeughaus genutzt, während der Kommandant das Obergeschoss bewohnte.